# Bouclé

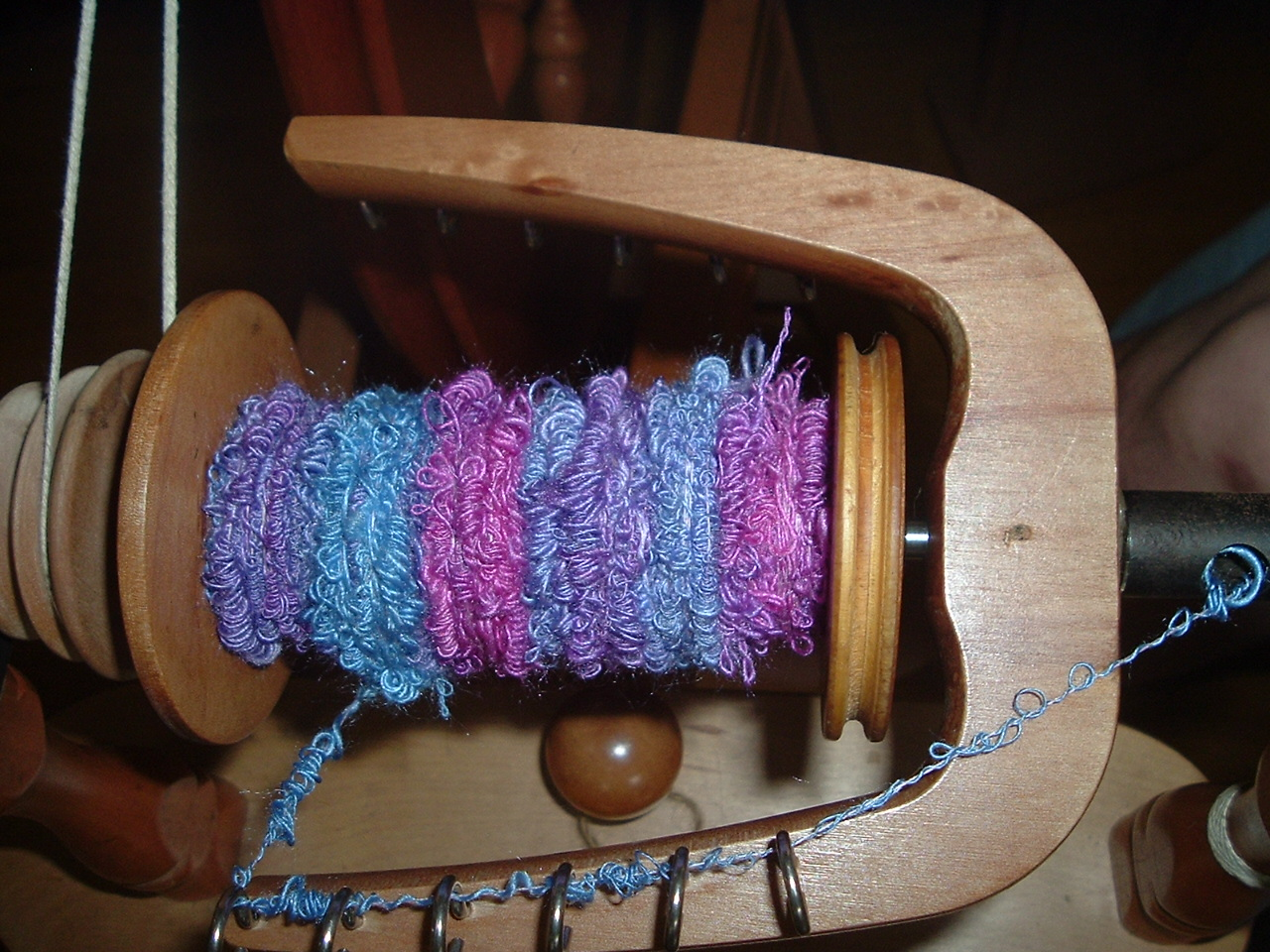
Spinning av Bouclégarn.

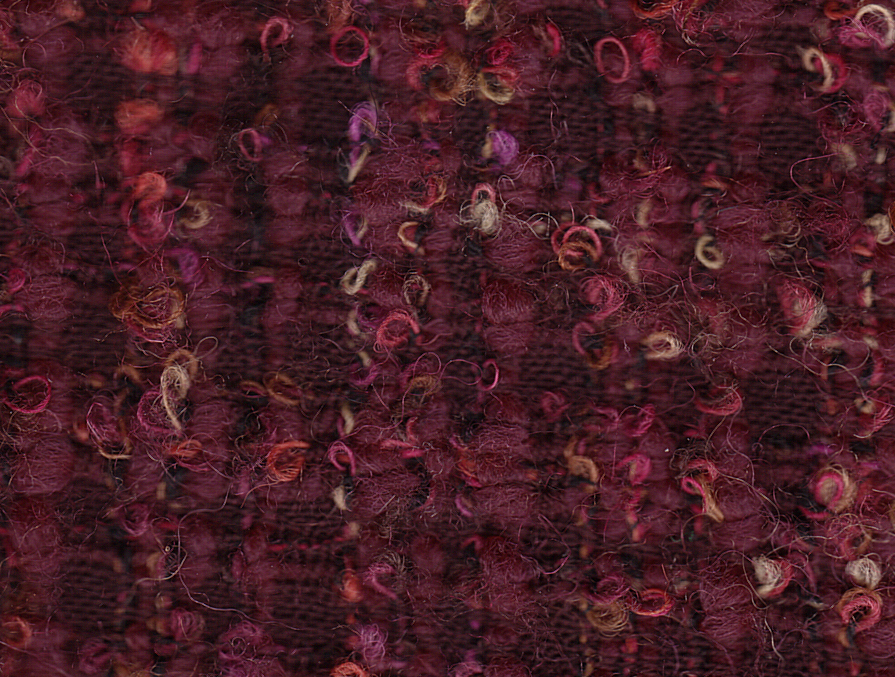
Bouclétyg

Bouclé (franska för hårlock) är ett tyg, vävt eller stickat med bouclégarn (öglegarn eller mossgarn), det vill säga ett glansigt mohair-garn som tvinnats så att små slingor eller öglor uppstår.
Garnet används främst för att sticka schalar och för tillverkning av flossiga trikåvävnader.